# 圣日耳曼代普雷 (塔恩省)
圣日耳曼德普雷（法語：Saint-Germain-des-Prés，法語發音：[sɛ̃ ʒɛʁmɛ̃ de pʁe] ⓘ）是法国奥克西塔尼大区 塔恩省的一个市镇，属于卡斯特尔区。

## 地理
圣日耳曼德普雷（43°33'41"N, 2°3'54"E）面积16.97 平方千米，位于法国奧克西塔尼大區塔恩省，该省份为法国南部内陆省份，北起顺时针与阿韦龙省、埃罗省、奥德省、上加龙省和塔恩-加龙省接壤。
与圣日耳曼德普雷接壤的市镇（或旧市镇、城区）包括：索尔河畔康布内、朗波、莱斯库、皮洛朗斯、塞马朗斯、苏阿勒。
圣日耳曼德普雷的时区为UTC+01:00、UTC+02:00（夏令时）。

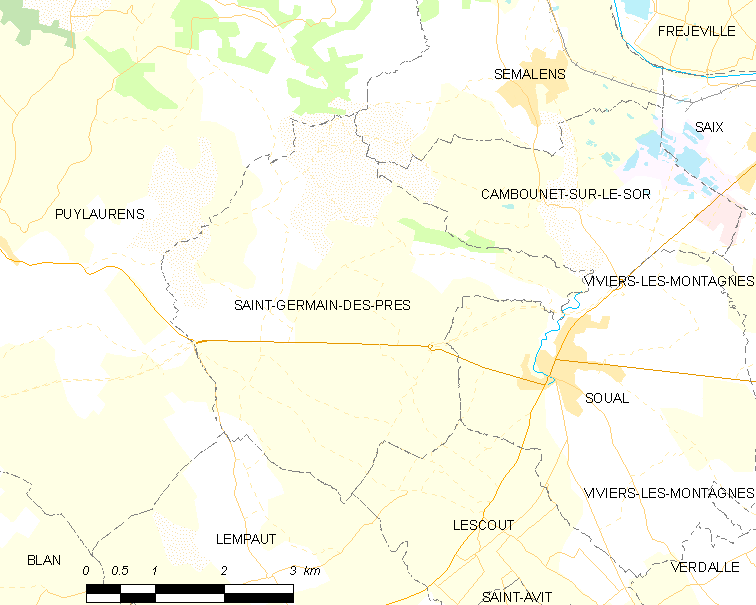
圣日耳曼德普雷的OSM定位图

## 行政
圣日耳曼德普雷的邮政编码为81700，INSEE市镇编码为81251。

## 政治
圣日耳曼德普雷所属的省级选区为勒帕斯泰勒县。

## 人口

1962-2008年间圣日耳曼德普雷人口变化图示

圣日耳曼德普雷于2022年1月1日时的人口数量为920人。